# Wahl zum libyschen Nationalkongress 2012

Sitzverteilung:
Allianz Nationaler Kräfte, 39 Sitze
Partei für Gerechtigkeit und Aufbau, 17 Sitze
Nationale Front, 3 Sitze
Union für Heimatland, 2 Sitze
Nationale Zentrumspartei, 2 Sitze
Wadi-al-Hayah-Partei, 2 Sitze
andere Parteien/Blöcke, 15 Sitze
Unabhängige, 120 Sitze

Die Wahl zum libyschen Allgemeinen Nationalkongress 2012 fand am 7. Juli statt. Es war die erste Wahl in Libyen seit über 60 Jahren, bei der mehrere Parteien zur Wahl standen.
Der Nationalkongress war Nachfolger des Allgemeinen Volkskongresses, war ein vorläufiges Parlament und bestimmte eine Interimsregierung. Er hatte (anders als zeitweise geplant) nicht die Befugnis, die Mitglieder der verfassungsberatenden Kommission zu wählen.

## Vorgaben des Wahlgesetzes
Der Nationalkongress hatte gemäß dem Ende Januar 2012 vom Nationalen Übergangsrat (NTC) beschlossenen Wahlgesetz 200 Abgeordnete. 80 Mandate gingen an Mitglieder von Parteien und die übrigen 120 an unabhängige Kandidaten. Die westliche Region stellte 102 Abgeordnete, die östliche 60, der Süden 29, die Sirte und Dschufra einschließende mittlere Region 9.
Parteien, die sich an regionale Gruppen wenden, waren auch nicht erlaubt. Außerdem sollten sie mindestens 250 Mitglieder haben. Am 24. April veröffentlichte der Übergangsrat einen Gesetzesentwurf, der radikale religiöse Parteien verbieten sollte. Anfang Mai gab der Übergangsrat allerdings bekannt, diesen Gesetzentwurf zurückzuziehen. Lediglich Parteien, die Ableger einer ausländischen Partei sind, wurden nicht zugelassen. Sie durften keine Gelder aus dem Ausland erhalten. Auf den Parteilisten musste jeder zweite Kandidatenplatz mit einer Frau besetzt werden.
Anders als zunächst vom Übergangsrat geplant wählte der Allgemeine Nationalkongress nicht die 60 Mitglieder der verfassungsberatenden Kommission. Dieser Plan stieß auf Widerstand, insbesondere aus der ostlibyschen Region Kyrenaika. Der NTC beschloss kurz vor der Wahl, diese in einer separaten Wahl direkt vom Volk wählen zu lassen.

## Ablauf
Ursprünglich sollte die Wahl am 19. Juni 2012 stattfinden, aber aus logistischen Gründen verlegte Wahlleiter Ahmed Al-Abbar Anfang Juni sie auf den 7. Juli.
Ab dem 1. Mai 2012 konnten sich die Wähler und auch die Kandidaten für die Wahl registrieren lassen. Die insgesamt 3,4 Millionen wahlberechtigten Libyer konnten sich landesweit in 1.350 Lokalen in Wählerlisten eintragen. Für die Kandidaten gab es 13 Registrierungslokale. Bis zum 23. Mai hatten sich 3,0 Millionen Wähler registriert, davon waren 48 % Frauen.
3.700 Kandidaten, darunter 585 Frauen, stellten sich zur Wahl. 2.500 von ihnen vertraten eine Partei und 1200 waren unabhängige Kandidaten.
Auslandslibyer konnten ihre Stimmen in den Botschaften ihres Landes in Großbritannien, Deutschland, Kanada, Jordanien, den Vereinigten Arabischen Emiraten und den Vereinigten Staaten abgeben.
Im Ostteil des Landes stürmten Separatisten einige Wahlbüros und zündeten Urnen und Wahlzettel an. Die Polizei erschoss einen Angreifer.

## Ergebnis
Von den übrigen 80 Parlamentssitzen, die bei der Abstimmung über Parteilisten vergeben wurden, erhielt die Allianz Nationaler Kräfte des früheren Übergangregierungschefs Mahmud Dschibril mit 39 die meisten Sitze, gefolgt von der Partei für Gerechtigkeit und Aufbau der islamistischen Muslimbrüder (17 Sitze). Die restlichen Plätze gingen an circa 20 kleinere Parteien mit überwiegend regionaler Basis.
Durch die spezielle Parteilisten-Regelung begünstigt, wurden auch 33 Frauen in den Nationalkongress gewählt.
| Partei/Bündnis                                                | Partei/Bündnis                               | Stimmen   | Anteil  | Sitze |
| ------------------------------------------------------------- | -------------------------------------------- | --------- | ------- | ----- |
|                                                               | Allianz der Nationalen Kräfte                | 714.769   | 48,14 % | 39    |
|                                                               | Partei für Gerechtigkeit und Aufbau          | 152.521   | 10,27 % | 17    |
|                                                               | Partei der Nationalen Front                  | 60.592    | 4,08 %  | 3     |
|                                                               | Union für Heimatland                         | 66.772    | 4,50 %  | 2     |
|                                                               | Nationale Zentrumspartei                     | 59.417    | 4,00 %  | 2     |
|                                                               | Wadi-al-Hayah-Partei                         | 6.947     | 0,47 %  | 2     |
|                                                               | Gemäßigte Ummah-Versammlung                  | 21.825    | 1,47 %  | 1     |
|                                                               | Authentizität und Erneuerung                 | 18.745    | 1,26 %  | 1     |
|                                                               | Nationalpartei für Demokratie und Wohlfahrt  | 17.158    | 1,16 %  | 1     |
|                                                               | Weisheitspartei                              | 17.129    | 1,15 %  | 1     |
|                                                               | Authentizität und Fortschritt                | 13.679    | 0,92 %  | 1     |
|                                                               | Libysche Nationaldemokratische Partei        | 13.092    | 0,88 %  | 1     |
|                                                               | Allianz Nationaler Parteien                  | 12.735    | 0,86 %  | 1     |
|                                                               | Botschaft                                    | 7.860     | 0,53 %  | 1     |
|                                                               | Zentristische Jugendpartei                   | 7.319     | 0,49 %  | 1     |
|                                                               | Libyen – Die Hoffnung                        | 6.093     | 0,41 %  | 1     |
|                                                               | Labaika-Nationalpartei                       | 3.472     | 0,23 %  | 1     |
|                                                               | Libysche Partei für Freiheit und Entwicklung | 2.691     | 0,18 %  | 1     |
|                                                               | Stiftung                                     | 1.525     | 0,10 %  | 1     |
|                                                               | Nation und Prosperität                       | 1.400     | 0,09 %  | 1     |
|                                                               | Nationalpartei von Wadi asch-Schati'         | 1.355     | 0,09 %  | 1     |
|                                                               | al-Watan-Partei                              | 51.292    | 3,45 %  | 0     |
|                                                               | Unabhängige                                  | 226.415   | 15,25 % | 120   |
| Gültige Stimmen                                               | Gültige Stimmen                              | 1.484.723 |         | —     |
| Ungültig/Leer                                                 | Ungültig/Leer                                |           |         | —     |
| Gesamt                                                        | Gesamt                                       | 2.865.937 | 100 %   | 200   |
| Quellen: Libya Herald, Projekt Nahostdemokratie (PDF; 161 kB) |                                              |           |         |       |